# 9829 Murillo
A 9829 Murillo (ideiglenes jelöléssel 1973 SJ1) egy kisbolygó a Naprendszerben. Cornelis Johannes van Houten, Ingrid van Houten-Groeneveld és Tom Gehrels fedezte fel 1973. szeptember 19-én.